# Luftangriffe auf Dessau
Die Stadt Dessau im mitteldeutschen Anhalt erlebte im Luftkrieg des Zweiten Weltkriegs insgesamt 20 Angriffe von August 1940 bis zum 8. April 1945.

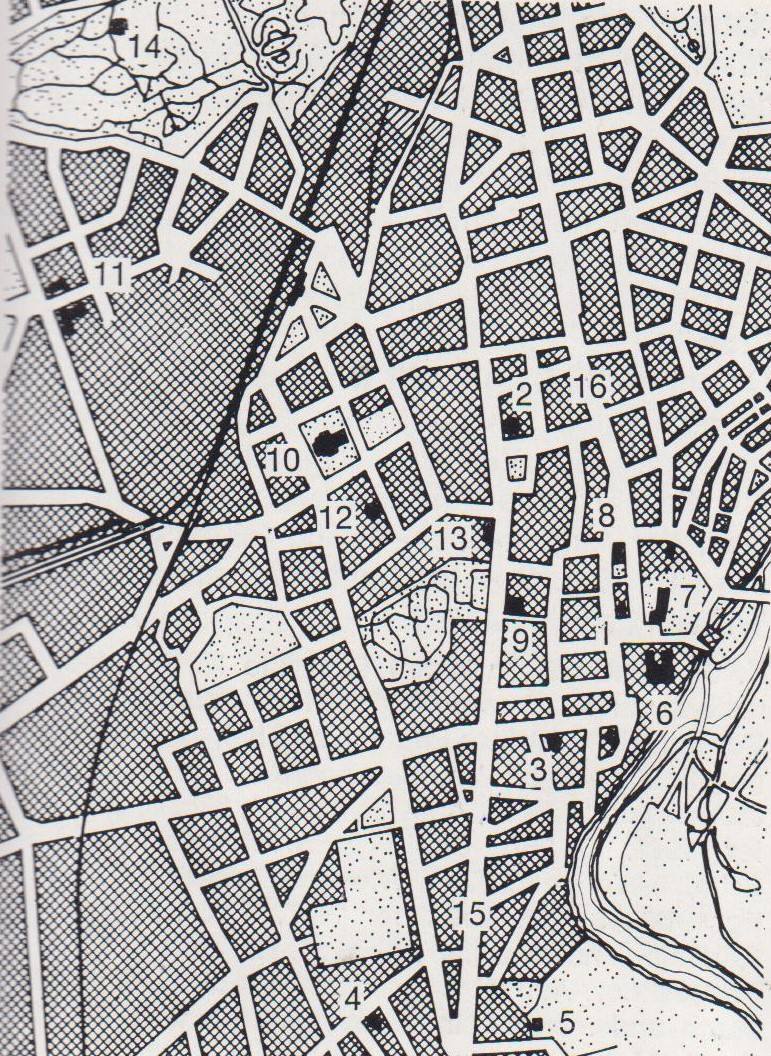
Grundriss der Dessauer Innenstadt vor Zerstörung 1945

Neben den drei Tagesangriffen der United States Army Air Forces (USAAF) vom 28. und 30. Mai 1944 sowie 16. Januar 1945 traf ganz besonders der gemäß Area Bombing Directive durchgeführte nächtliche Flächenangriff des britischen RAF Bomber Command vom 7. März 1945 die Stadt in vernichtender Weise. Er war die größte Katastrophe, welche Dessau in seiner Geschichte erlebt hat. Insgesamt wurden von den USAAF 1.182 Tonnen und von der RAF 1.862 Tonnen Bomben auf Dessau abgeworfen; zusammen 3.044 Tonnen Bombenlast aller Kaliber bis hin zu schweren Luftminen. Die Stadt mit ihren Wohn-, Kultur- und Industriebauten wurde zu über 80 % vernichtet, die Innenstadt fast vollständig. Über 21.000 Wohnungen wurden total zerstört oder schwer beschädigt, über 11.000 mittelschwer beschädigt. Mindestens 1.136 Menschen verloren ihr Leben und tausende wurden verwundet.
Nach der Eingemeindung von Roßlau (Elbe) zum 1. April 1935 hatte Dessau, „Gauhauptstadt“ des NSDAP-Gaus Magdeburg-Anhalt, im Jahre 1944 eine Einwohnerzahl von 123.000 Personen. Die Stadt war Standort mehrerer kriegswichtiger Fabriken, wie den Junkers Flugzeug- und Motorenwerken (JFM, 2 Werke) und der Berlin-Anhaltischen Maschinenbau AG (BAMAG, 4 Werke), zusätzlich gab es weitere Großbetriebe wie die Dessauer Waggonfabrik (Zweigwerk der Berliner Maschinenbau und Bahnbedarf AG, MBA), Junkers & Co. sowie die Zuckerraffinerie.

Junkers-Symbol "Der Fliegende Mensch"

## Luftschutz, Luftabwehr

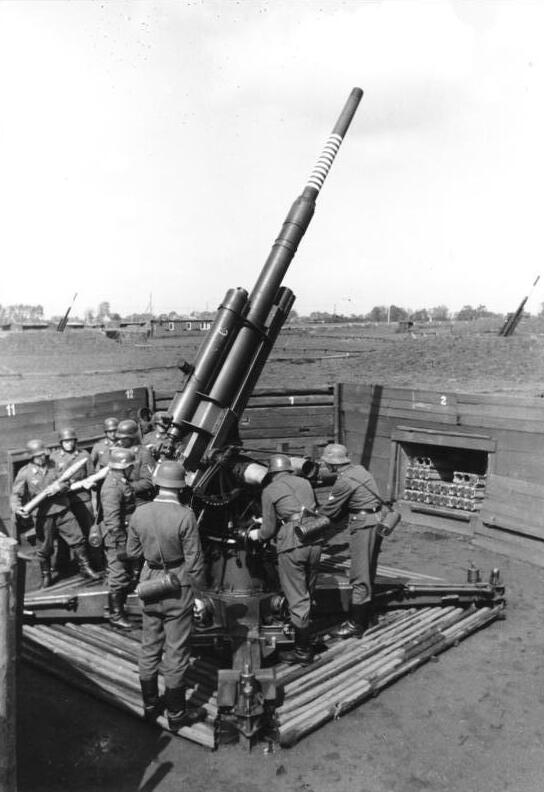
8,8-cm-Flak 41 in Feuerstellung

Neben dem üblichen Ausbau von Luftschutzkellern für die Bevölkerung wurden seit Mai 1938 umfangreiche Werkluftschutzbauten errichtet.
Das ab September/Oktober 1940 nach den britischen Luftangriffen auf Berlin im Deutschen Reich laufende Bunkerbauprogramm sah für Dessau zunächst 8, dann 12 Luftschutzbunker vor: 11 Hoch- und einen Tiefbunker. 8 Bunker waren im August 1943 fertiggestellt, für 15.000 Dessauer. 1944 fanden 46.000 Personen Schutz in Luftschutzräumen der Wohnhäuser und der öffentlichen Gebäude: „Gesamtschutz“ 90 %. Die Bunker wurden an verkehrsreichen Stellen im Stadtgebiet gebaut, in Gegenden ohne Keller, für Krankenanstalten und Rettungsstellen, in der Nähe von Industrieanlagen. Ein großer – als Wohnbau getarnter – Schutzraumbau in der Heidestraße umfasste einen Tiefbunker, Schlafbunker und eine Rettungsstelle. Die Ausstattung mit Schutzräumen wird dazu beigetragen haben, dass die Zahl der Todesopfer in Dessau – im Vergleich zum Zerstörungsgrad der Stadt – selbst im Feuersturm am 7. März 1945 überschaubar blieb.
Dessau war Teil des „Luftgaues IV“. In der Region waren 1944 13 schwere Flakbatterien mit 81 Rohren, 4 leichte Flakbatterien mit 71 Rohren, 5 Scheinwerferbatterien und eine Nebelbatterie stationiert. Ein Teil dieser Flakbatterien wurde zum Fronteinsatz abgezogen.
Seit Dezember 1943 wurden Frauen, Kinder und ältere Menschen evakuiert, bis September 1944 hatten 20.000 Dessauer die Stadt verlassen.

## Die einzelnen Luftangriffe
Diese Darstellung lehnt sich weitgehend an das 2004 erschienene Buch von Frank Kreißler (Stadtarchivar von Dessau) „Dessau in Trümmern. Bilder aus Dessau 1940 bis 1945“ an, teilweise auch an Olaf Groehler (Luftkriegshistoriker): Anhalt im Luftkrieg.
Bis Januar 1944 handelte es sich bei den Luftangriffen auf Dessau um nächtliche Bombenabwürfe verirrter britischer Flugzeuge, deren eigentliches Ziel Berlin gewesen war, oder „Notabwürfe“ von Bomben. Daneben wurden im Sommer 1940 von der RAF phosphorhaltige Brandplättchen in großer Zahl auch über Anhalt abgeworfen, mit dem Ziel, reife Kornfelder in Brand zu setzen (Operation „Razzle“).
- 19./20. August 1940: Der Nachtangriff der RAF mit einigen Whitley-Bombern traf die Weststadt, mit 4 Spreng- und 100 Brandbomben. Getroffen wurde die Askanische Straße, östlich der Zuckerraffinerie. Münchener Hof zerstört. 6 Tote.
- 23. November 1940: Nachtangriff der RAF auf die Weststadt mit 4 Spreng- und 30 Brandbomben. Keine Schäden.
- 15./16. Dezember 1940: Angriff der RAF mit Hampden-Bombern um 4.40 Uhr auf die Weststadt mit 9 Sprengbomben, davon 3 mit Langzeitzündern. Zerstörungen in der Amalienstraße und auf dem Friedhof 2 (heute Polling-Park). 6 Tote, davon 4 Frauen.
- 13. März 1941: Angriff der RAF um 4.30 Uhr mit 5 Spreng- und 50 (120) Brandbomben auf Dessau-Alten. Keine Schäden.
- 10. April 1941: Nachtangriff der RAF mit 3 Spreng- und 50 Brandbomben auf Dessau-Kleinkühnau: Sachschaden.
- 18. April 1941: Nachtangriff der RAF mit 6 Sprengbomben auf Dessau-Alten und Bahnanlagen
- 15. August 1941: Angriff der RAF am frühen Morgen mit 4 Spreng-, 60 Brand- und 15 Leuchtbomben auf Güterbahnhof und Wohngebäude. Ein Toter.
- 15./16. Juni 1943: Nachtangriff von Jagdbombern Mosquitos der RAF mit 4 Sprengbomben auf die Scheplake. Ein Toter (Kind).
- 20./21. Juni 1943: Nachtangriff von Mosquitos der RAF auf die Südstadt mit 4 Sprengbomben. 30 Häuser wurden leicht beschädigt.
- 31. August/1. September 1943: Nachtangriff der RAF auf das Flugplatzgelände mit 14 Spreng-, 270 Stabbrandbomben, 20 Phosphorkanistern und einer Minenbombe. Die meisten Bomben fielen auf das ausgedehnte Flughafengelände, doch wurden auch 20 Wohnhäuser beschädigt.
- 22./23. November 1943: Nachtangriff der RAF auf die Südstadt mit einigen Spreng- und Phosphor-Brandbomben.
- 21. Januar 1944: Nachtangriff der RAF auf die Südstadt mit 3 Sprengbomben, 2 Minenbomben und 27 Phosphor-Brandbomben

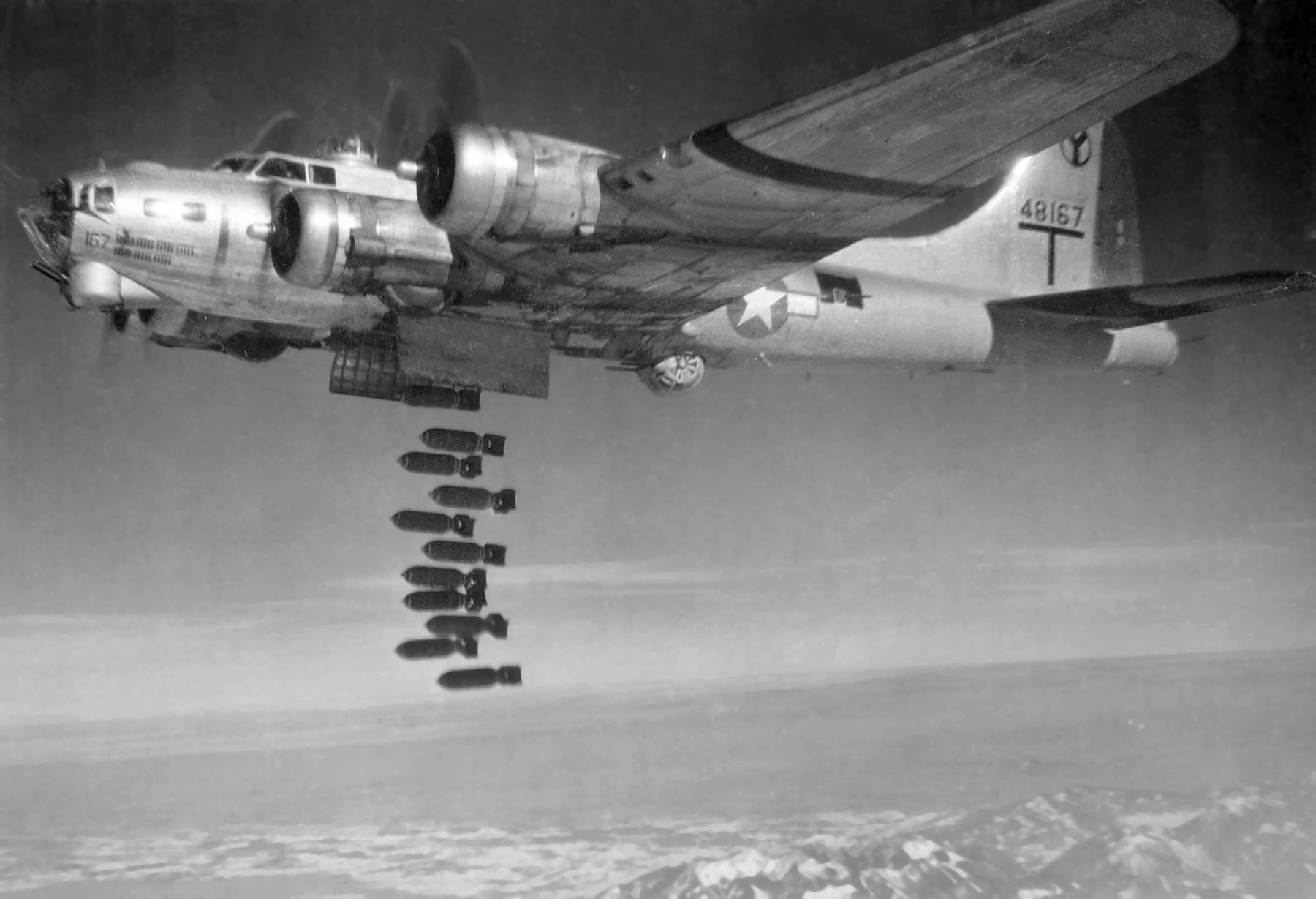
Amerikanische B-17 „Flying Fortress“ beim Bombenwurf

Die am 28. Mai beginnenden amerikanischen Tagangriffe wurden von strategischen Bombern der 8th Air Force der USAAF durchgeführt, die unter Begleitung von zahlreichen Langstrecken-Jagdflugzeugen von ihren Basen in Ostengland gestartet waren.
- 28. Mai 1944: Erster schwerer Tagangriff der United States Army Air Forces auf Dessau im Rahmen eines strategischen Bombardements von Zielen in Mitteldeutschland. Um 13.54 Uhr Fliegeralarm in Dessau. Aus einer Angriffshöhe von 6.000 bis 7.000 Metern und unter starker Abwehr durch deutsche Flak und Jagdflugzeuge warfen bei wolkenlosem Himmel insgesamt 48 B-17 „Flying Fortress“ ihre Bombenlast über Dessau ab: 274 Stück 500-Pfund-Sprengbomben, 20 Stück 300-Pfund-Sprengbomben, 607 Stück 100-Pfund-Sprengbomben und 20 Brandbomben. Die Dessauer Innenstadt wurde „mit voller Wucht“ getroffen. Um 14.17 Uhr blieben alle öffentlichen Uhren stehen. 114 Menschen starben, 160 wurden verwundet, davon 43 schwer. 1.146 Einwohner wurden obdachlos. 149 Häuser wurden total zerstört oder schwer beschädigt, 149 mittelschwer und 564 leicht beschädigt. Schwerste Zerstörungen traten auf in dem Bereich zwischen Zerbster Straße und Schloßstraße im Osten, Askanischer Straße im Süden, Amalienstraße im Westen und Leopoldstraße (heute Ferdinand-von-Schill-Straße) im Norden. Auch zahlreiche öffentliche und kulturelle Gebäude wurden zerstört oder stark in Mitleidenschaft gezogen: Palais Reina (Anhaltische Gemäldegalerie), das Messelhaus (Stadtvilla, „Haus des Reichsstatthalters“), Löwen-Apotheke, Konditorei Altmann, Antoinetten-Lyzeum, Johanniskirche, Hauptwache am Schloßplatz, Orangerie am Lustgarten (Kulissenlager nicht mehr zu retten), Konzertsaal des Alten Theaters, Deutsche Bank, mehrere Kinos, Heime und Schulen. Mittelschwer getroffen wurden: Marienkirche, Neues Dessauer Theater (am Kaiserplatz, heute Friedensplatz), ein Gymnasium. Von Großbetrieben wurde am schwersten die Dessauer Zuckerraffinerie getroffen, mittelschwer die Junkers Flugzeug- und Motorenwerke, die Brauerei Schade, der Hafen und Lagerhäuser. Die Infrastruktur war erheblich gestört. Die offizielle Trauerfeier fand am 30. Mai auf dem Ehrenfriedhof an der Heide-Straße statt, die Särge waren mit Hakenkreuzfahnen bedeckt.

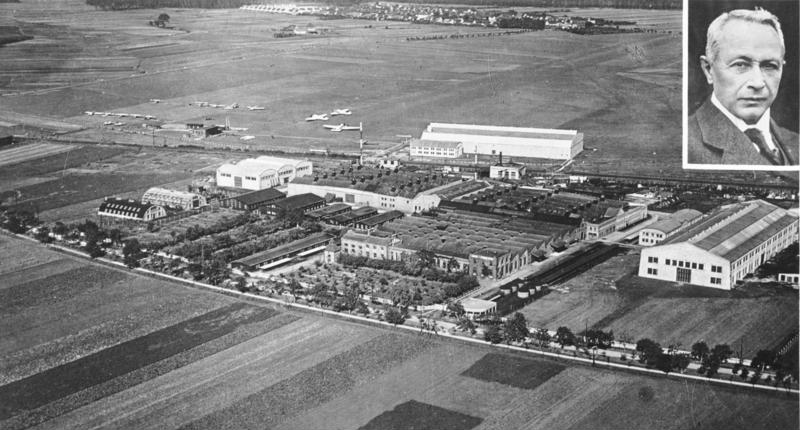
Junkers-Werke bei Dessau (1928)

- 30. Mai 1944: wieder amerikanischer Tagangriff. Gleich nach Auswertung der Luftbilder vom 28. Mai fiel beim Oberkommando der 8th Air Force der Entschluss zu einem neuen Angriff, der besonders den vor zwei Tagen weitgehend verfehlten Junkers-Werken gelten sollte. Am 30. Mai warfen bei wolkenlosem Himmel kurz nach 11.00 Uhr 83 strategische Bomber mit starkem Begleitschutz in nur 10 Minuten 190 Tonnen Bomben ab: 578 Stück 500-Pfund-Sprengbomben und 293 Stück 100-Pfund-Flüssigkeits-Brandbomben. Der Bombenteppich auf beide Junkers-Werke hatte „außerordentliche Durchschlagskraft“. Es starben 42 Menschen (davon 12 Ausländer), und 266 wurden verwundet. Auch die benachbarten Siedlungsgebiete waren betroffen, die Innenstadt diesmal weniger: das Neue Dessauer Theater und das Evangelische Vereinshaus (Soldatenheim), welches ausbrannte. Die Trauerfeier fand am 2. Juni im Stadtpark vor der „bedrohlichen Kulisse des stark zerstörten Alten Theaters“ statt.

Erhaltene Tätigkeitsberichte von Firmen und Dienststellen nach den beiden Angriffen am 28. und 30. Mai liefern ein plastisches Bild von den Schäden und den engagierten Instandsetzungsarbeiten von Feuerschutzpolizei, Straßenbahn-Gesellschaft, Elektrizitätswerk, Wasserwerk, Brauerei Schade, Zucker-Raffinerie und Deutscher Continental-Gas-Gesellschaft.
- 20. Juli 1944: Amerikanischer Angriff, ab 11.37 Uhr warfen 107 B-17 „Flying Fortress“ 208 Tonnen Spreng-, Minen- und 45 Tonnen Brandbomben über Dessau ab. Über 300 Sprengbomben fielen in den nördlichen Teil der Mosigkauer Heide. Schwere Schäden traten besonders in den Junkers-Werken (auch Junkers-Hochhaus) und den benachbarten Wohngebieten (Dessau-Siedlung und Dessau-Alten) auf, auch Zuckerraffinerie und das BAMAG-Werk II wurden getroffen. 13 Menschen starben, 134 wurden obdachlos. Die Trauerfeier fand vor dem Dessauer Theater statt.

- 16. August 1944: Etwa 250 Flugzeuge griffen besonders die Junkers-Motorenwerke und das angrenzende Wohngebiet (Dessau-Siedlung und Dessau-Alten) an. Die Innenstadt war nicht betroffen. In der Nähe gingen eine Reihe abgeschossener amerikanischer und britischer Flugzeuge nieder. Die Motorenproduktion wurde schwer beeinträchtigt, ging aber weiter. 33 Menschen verloren ihr Leben, 29 wurden verletzt. Werksangehörige waren nicht darunter. Am 18. August fand eine Trauerfeier im Palais-Garten (Stadtpark) statt.

- 28. September 1944: Dessau war „zufälliges Ziel“ von Bombern, die nach Magdeburg, Merseburg-Leuna und Kassel gestartet waren. Getroffen wurden Wohngebiete in Dessau-Nord und die Wasserstadt. Für die Bevölkerung war dieser Angriff besonders verlustreich: 70 Tote, darunter 48 Frauen und 11 Kinder; 79 Verwundete.

- 16. Januar 1945: Dessau war „Gelegenheitsziel“ amerikanischer Bomber. Ab 14.00 Uhr warfen sie in 20 Minuten ihre Bombenlast auf die Stadt. Die Hauptbereiche waren die westliche Innenstadt und das Bahnhofsviertel, das Gebiet südlich der Innenstadt und die Gropius-Siedlung (mit ihren leichten Betonbauten und unsicheren Kellern). Auch das BAMAG Werk III und IV wurden getroffen, in diesem auch der Bunker, in dem die Werkfeuerwehr auf ihren Einsatz wartete: hier 34 Tote und zahlreiche Verletzte. Insgesamt starben bei dem Angriff 184 Menschen.

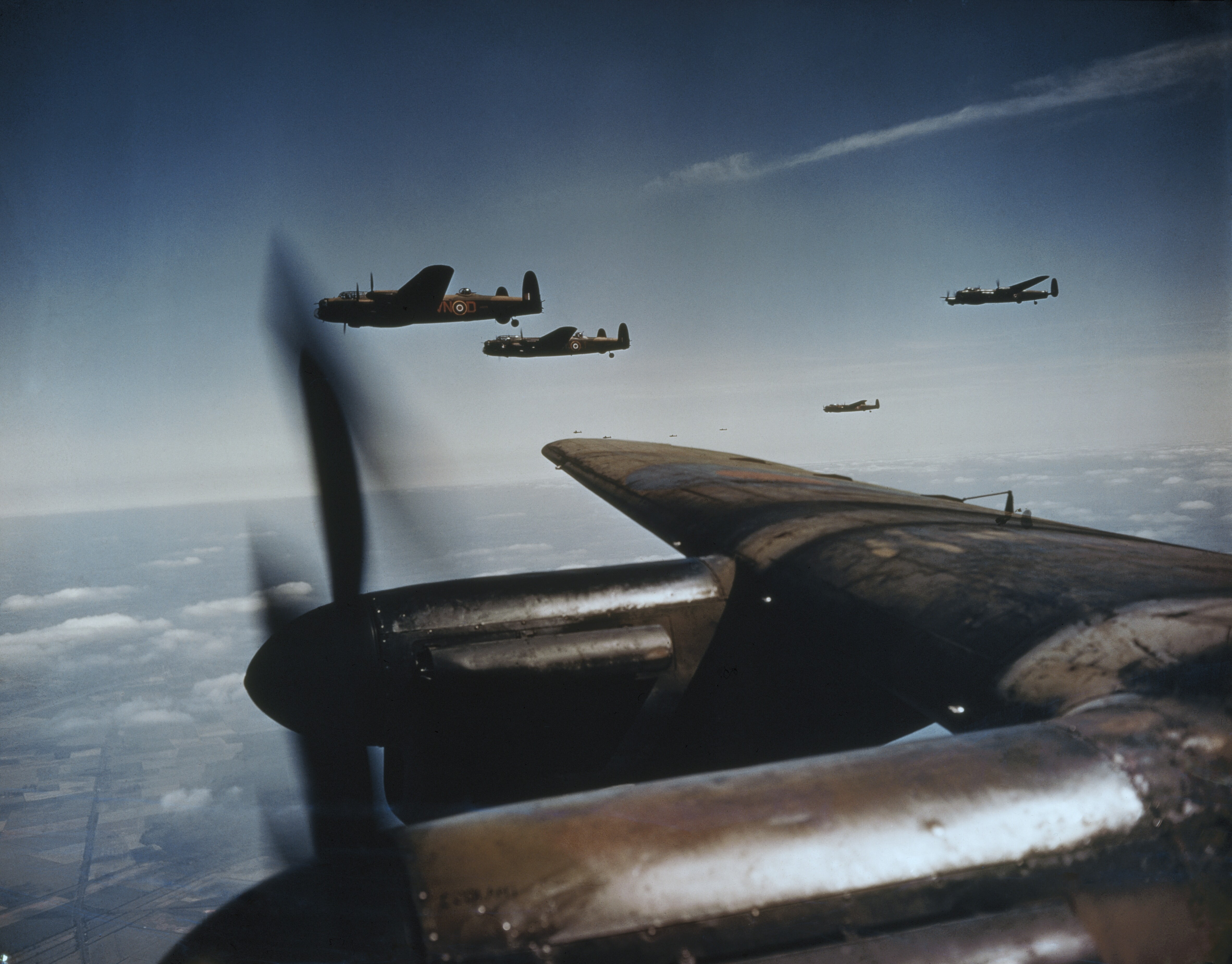
Britische Lancasters

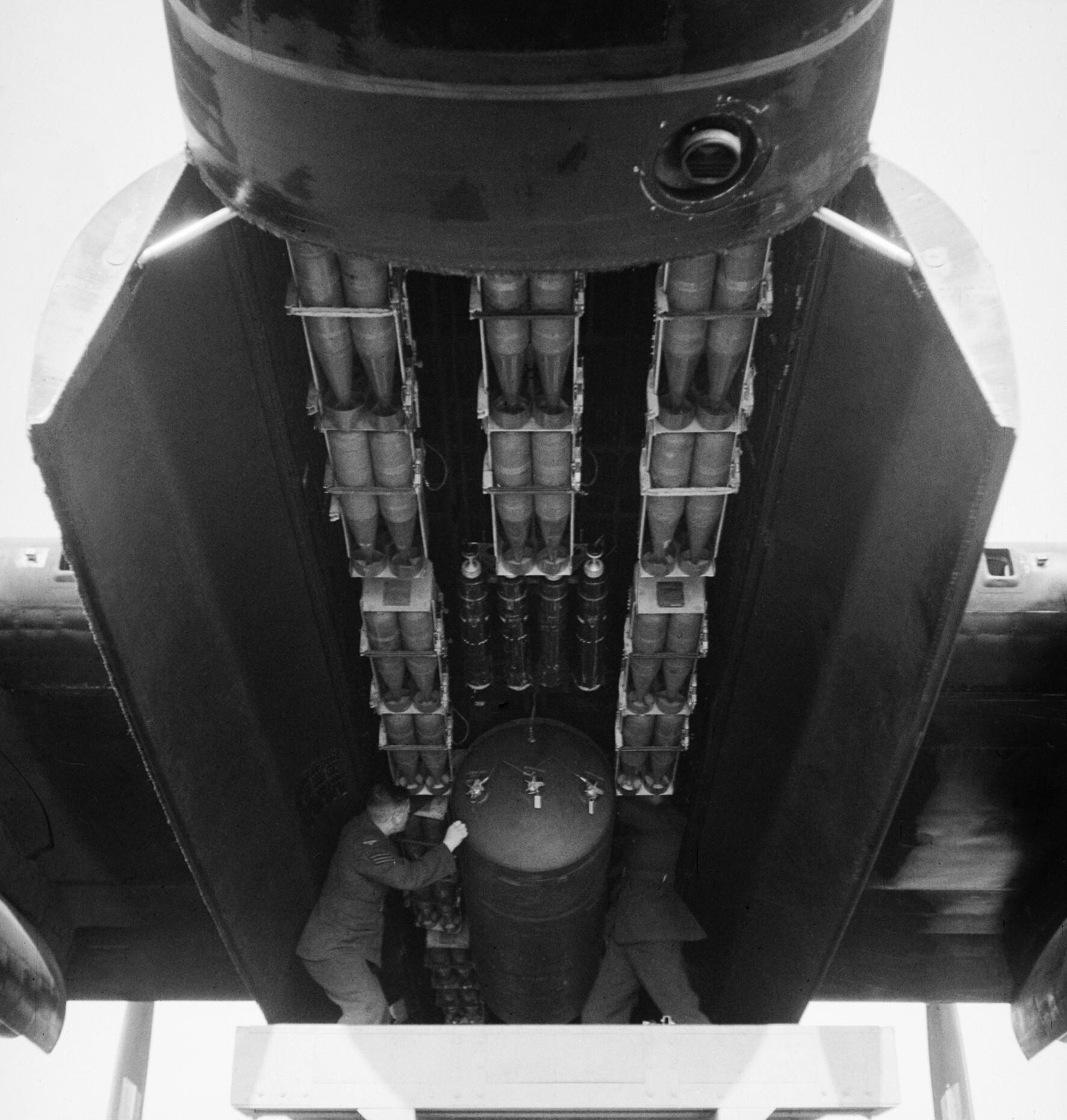
Bombenschacht mit 30-Pfund-Brandbomben. 4 Zielbeleuchtungsbomben in der Mitte, dahinter eine Luftmine (HC 4.000)

- 7. März 1945: Schwerer Nachtangriff der RAF auf das Ziel Dessau mit dem Codenamen „Shad“ (Maifisch. Der Stellvertreter von Arthur Harris, Oberbefehlshaber des RAF Bomber Command, war Air Vice-Marshal Robert Saundby. Der begeisterte Angler versah alle in Auswahl kommenden deutschen Städte mit einem „Fish code“.)[7]

Gemäß der britischen Area Bombing Directive hatte die 1., 3., 6. und 8. Bomber Group den Auftrag, die bebaute Fläche von Dessau, benachbarte Industrie und die Eisenbahn-Anlagen zu zerstören. Offizielle Begründung: Versorgungslinien unterbrechen und die Flucht von Funktionären aus Berlin desorganisieren. 520 schwere Lancaster-Bomber und 6 Mosquitos brachen gegen 17.00 Uhr von ihren Stützpunkten in England auf. Auf dem Hinflug wurden sie von deutschen Abfangjägern attackiert, 19 Bomber kehrten nicht zurück. Geladen hatte die Bomber-Armada 1.000-Pfund-Sprengbomben, 4.000-Pfund-Minenbomben und Brandbombenbehälter, die jeweils 108 Stabbrandbomben enthielten. Das Verhältnis Brandbomben zu Sprengbomben von 55 zu 45 war eindeutiges Indiz dafür, dass ein Flächenbrand ausgelöst werden sollte. Um 21.49 Uhr warfen die 6 vorausfliegenden Mosquitos je eine Minenbombe auf Dessau, um 21.53 Uhr fielen die ersten Bomben des nachfolgenden Bomberstroms, um 22.00 Uhr begann der Hauptangriff. Der festgelegte Orientierungspunkt, der Museumsturm, war bei aufgerissener Wolkendecke gut zu erkennen. Bis 22.00 Uhr regneten 1.693 Tonnen Bomben auf die Stadt. Die Flächenbrände, die sich zum Feuersturm entwickelten, waren von den heimkehrenden Bomberbesatzungen 180 km weit zu sehen. Der Zerstörungsgrad der Stadt lag bei über 80 %. Fast alle wichtigen Gebäude der Stadt waren total oder subtotal vernichtet. Der Chef der Ordnungspolizei meldete: „Schwer getroffen: Junkers-Flugzeugwerke, Junkers-Motorenwerke, Apparatebau Junkers, BAMAG 1,2,3,4, Chemische Fabrik, Dessauer Waggonfabrik, Zuckerraffinerie, Brauerei Mitsching, Wohngebäudeschäden noch nicht zu übersehen. Weiterhin schwer getroffen: Postamt, Stadtsparkasse, Kreissparkasse, Finanzamt, Lutherschule, Volksschule, Krematorium, Diakonissenhaus, Polizeipräsidium, Polizeireviere, Hygiene-Institut, Versorgungsamt, Hauptzollamt, Fürsorge- und Jugendamt, Wallwitzhafen. Starke Ausfälle in Gas-, Wasser- und Stromversorgung. Straßenbahndepot, Reichsbahnausbesserungswerk, Hauptbahnhof schwer getroffen, letzterer ausgebrannt. Funk-, Fernschreib- und Fernsprechverbindungen gestört.“  Wegen des „infernalischen Ausmaßes des Schreckens“ konnte es keine organisierte Lösch- und Bergungshilfe mehr geben, die Einwohner waren auf gegenseitige und Selbsthilfe angewiesen. Am Morgen erging der Befehl zur Evakuierung aller Frauen und Kinder, in der Umgebung der Stadt wurden Behelfsheime eingerichtet. Über der brennenden Ruinenlandschaft der Stadt stand eine riesige Rauchwolke, durch die kaum das Tageslicht dringen konnte. 668 Todesopfer waren zu beklagen, doch ist diese Zahl wegen der katastrophalen Umstände nicht vollständig. „Es war einer der schlimmsten Brandangriffe des Krieges“.

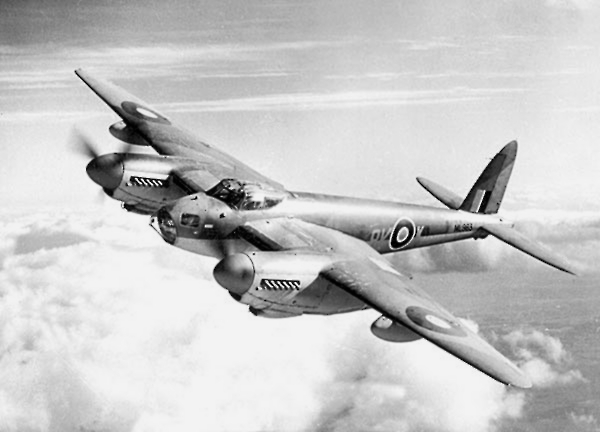
Britischer Schnellbomber Mosquito

- 8./9. April 1945: in dieser Nacht erfolgte der 20. Bombenangriff auf Dessau. Der britische Angriffsplan sah einen massierten Doppelschlag von Mosquitos auf Dessau vor. Um 22.28 Uhr wurde die erste Zielmarkierungsbombe über Dessau abgesetzt, die erste Welle von sechs Mosquitos hatte erhebliche Navigationsprobleme. Die Minen- und Sprengbomben fielen weitab vom Zentrum der Stadt. Gegen 22.56  Uhr erreichte die zweite Welle von 42 Mosquitos die Stadt. Bis 23.11 Uhr Abwurf von 17 Minenbomben (4.000 HC) und 88 Sprengbomben (500 MC). Die Flugzeugbesatzungen beobachteten heftige Detonationen in der Stadt. Der Chef der Ordnungspolizei meldete am 9. April: „25 Wohn- und Wirtschaftsgebäude total (zerstört), Krankenhaus schwer, Junkers-Werke, Zuckerfabrik und Bahnanlagen getroffen. Anzahl von Bränden in der Innenstadt.“ Quellen zu Opfern gibt es nicht.[10]

Im April waren Tiefflieger eine permanente Gefahr, sie beschossen mit ihren Bordwaffen Eisenbahnzüge, Fuhrwerke und auch einzelne Menschen.
Der Angriff amerikanischer Bodentruppen auf die Ruinenstadt Dessau begann am Morgen des 21. April 1945, am 22. April war die Stadt besetzt.

## Verluste an Kulturbauten
Diese Zusammenstellung basiert auf dem Kapitel Dessau von Renate Kroll in Schicksale deutscher Baudenkmal im zweiten Weltkrieg. Hrsg. Götz Eckardt, Berlin 1978. S. 305–323
Kirchen

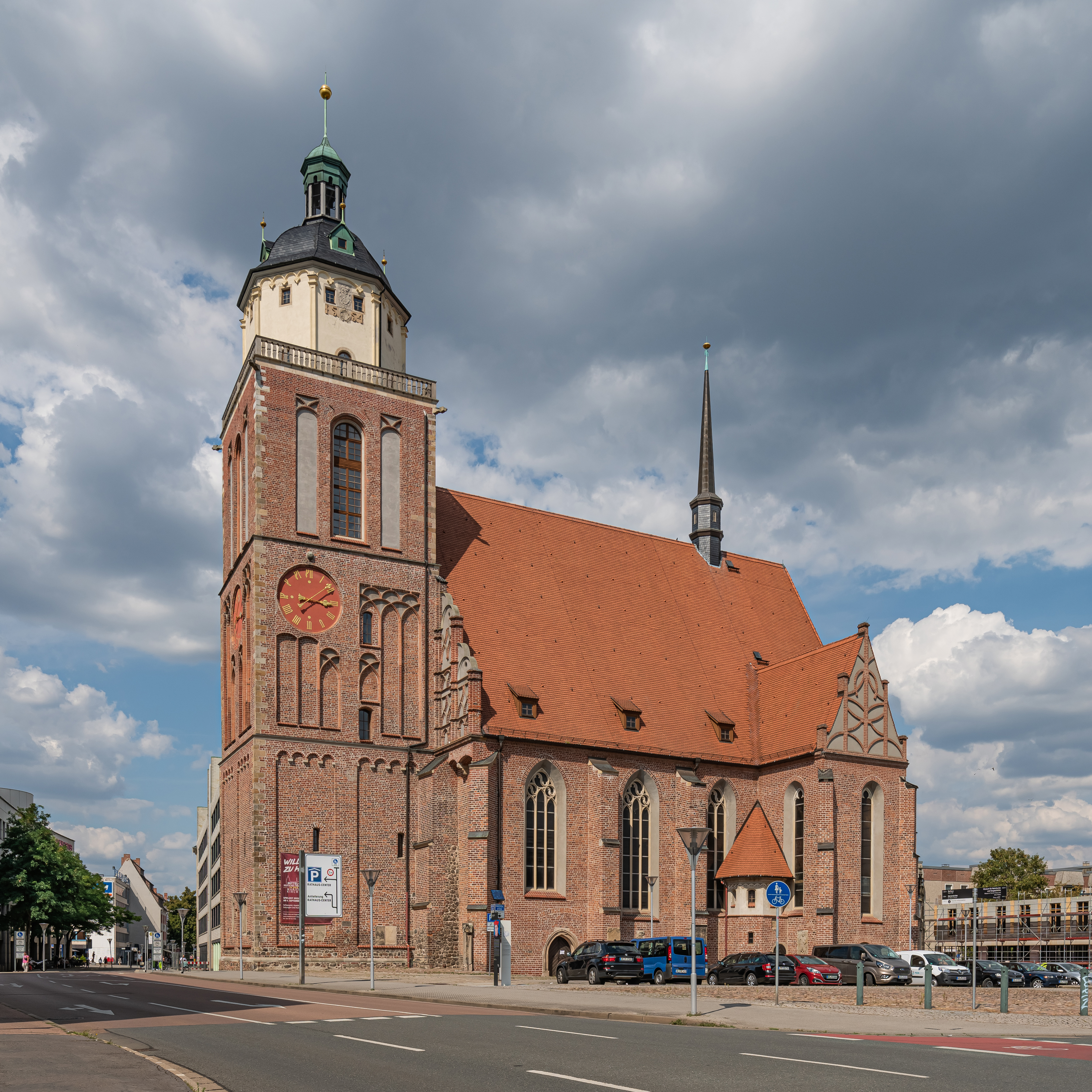
Marienkirche, am 7. März 1945 Ruine geworden, Wiederaufbau 1989–1998

- Schloss- und Stadtkirche St. Marien: am 7. März 1945 bis auf den Turm (der dann durch Notdach gesichert wurde) und die Umfassungsmauern zerstört, auch die Inneneinrichtung und die Rühlmann-Orgel. Wiederaufbau der Kirche erst 1989 bis 1998.
- Johanniskirche (ehemalige Neustädter Kirche): beim Luftangriff am 28. Mai 1944 bis auf die Umfassungsmauern zerstört
- Georgenkirche: am 7. März 1945 bis auf die Umfassungsmauern zerstört. Vereinfachter Wiederaufbau 1961 bis 1966.
- Pauluskirche: am 7. März 1945 schwer beschädigt und vereinfacht wiederaufgebaut.
- Jakobuskirche: am 7. März 1945 bis auf die Umfassungsmauern ausgebrannt. Ruine 1977 unter Protesten gesprengt.

Herzogliche Bauten
- Herzogliches Schloss: am 7. März 1945 Ost- und Südflügel vernichtet (Ruinen abgetragen). Der Johannbau bis auf die Umfassungsmauern ausgebrannt, erhielt erst 1957 ein Notdach, wurde erst 1990 bis 2005 mit veränderter Innenarchitektur wiederaufgebaut (jetzt Museum für Stadtgeschichte).

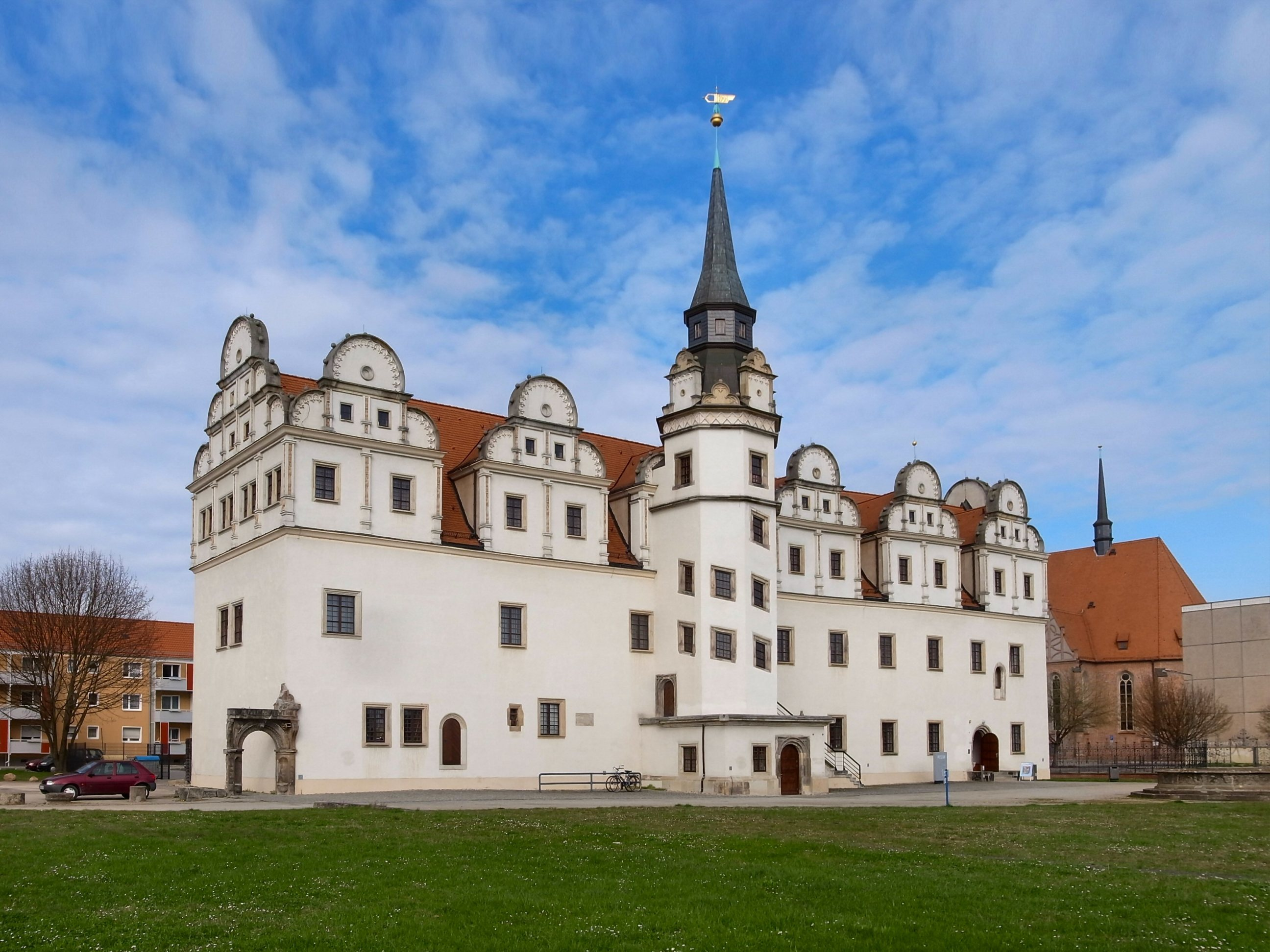
Johannbau, am 7. März 1945 Ruine geworden, Wiedererrichtung 1990–2005

- Lustgarten: durch Luftangriff zerstört, Ruinen beseitigt
- Pavillons im Lustgarten: am 7. März 1945 zerstört, Ruinen 1966 abgetragen
- Reitbahn (später Friedrich-Theater): am 7. März 1945 zerstört, Ruinen 1966 abgetragen
- Marställe: am 7. März 1945 zerstört, Ruinen 1966 abgetragen
- Orangerie und Neue Hauptwache: am 28. Mai 1944 bis auf Fassadenreste zerstört, Ruinen beseitigt
- Fremdenhaus im Georgengarten (Lustgarten): bis auf Umfassungsmauern zerstört, Ruine erhalten
- Küchengebäude im Georgengarten: durch Luftangriff zerstört
- Schlagbaumhaus am Promenadenwall: durch Luftangriff am 28. September 1944 zerstört, Ruine beseitigt

Öffentliche Gebäude

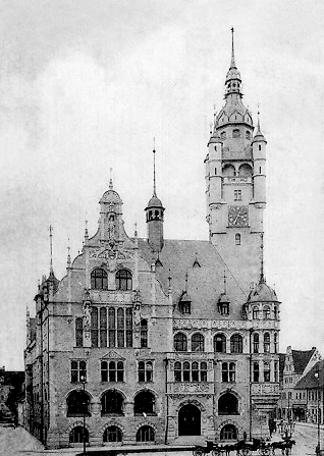
Rathaus 1902, Teilzerstörung am 7. März 1945, Wiederaufbau

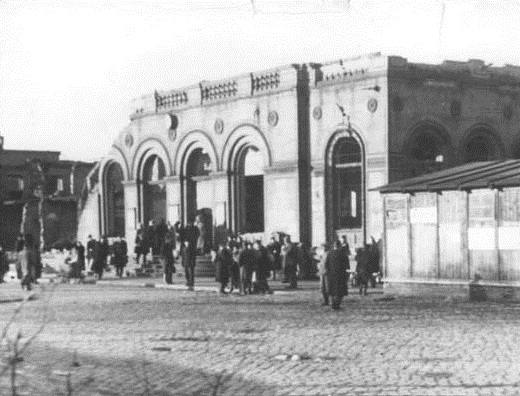
Hauptbahnhof Dessau nach Zerstörung 1945, Neubau

- Rathaus Dessau: am 7. März 1945 Obergeschoss ausgebrannt, Fassade der Nordseite schwer beschädigt. Wiederaufbau.
- Dessau Hauptbahnhof: am 7. März 1945 das Empfangsgebäude zerstört. Neubau.
- Altes Theater: am 28. Mai 1944 zerstört, ausgebrannt. Teilweiser Neuaufbau.
- Landestheater (Kaiserstraße, dann Friedensplatz) (1935–1938): Bühnenhaus und Innenräume am 30. Mai 1944 zerstört, ausgebrannt.
- Bauhaus Dessau: bei Luftangriffen schwer beschädigt, das Obergeschoss des Fachschultraktes und die Glasfassade am Werkstättenflügel zerstört. Haus des Bauhausdirektors durch Luftangriff zerstört, Meisterhäuser beschädigt.

Plätze und Straßen (bedeutende Bauten)
- Schlossplatz (vor 1934 Großer Markt): am 7. März 1945 alle Gebäude zerstört, Ruinen bis auf Westflügel des Schlosses abgetragen
- Dessauer Buden: am 7. März 1945 zerstört, Ruine beseitigt
- Schlossplatz 1 (Neue Kanzlei, Hofkammer): am 7. März 1945 zerstört, Ruine abgetragen
- Neumarkt 1–2: am 28. Mai 1944 zerstört, Ruine abgetragen
- Franzstraße 15: am 7. März vernichtet, Ruine abgetragen, westliches Torhaus erhalten
- Franzstraße 19 (Neues Gleisstift): durch Luftangriff zerstört, Ruine beseitigt
- Franzstraße 20 (ehem. Armen- und Arbeitshaus): durch Luftangriff zerstört, Ruine abgerissen
- Kaiserstraße 24–25 (Palais Eduard, Anhaltische Landesbücherei): durch Luftangriff zerstört, Ruine abgetragen
- Kavalierstraße 5–6 (Palais des Prinzen Georg, Anhaltische Gemäldegalerie): am 28. Mai 1944 bis auf die Fassade zerstört, abgetragen
- Kavalierstraße 33 (Palais Oppenheim, zeitweise Sitz des Landesmuseums): am 28. Mai 1944 bis auf die Fassade und Teil des Vestibüls zerstört, Ruine abgetragen
- Kreuzgasse 9 (Fachwerkbau von 1580): am 7. März 1945 zerstört, Ruine beseitigt
- Kreuzgasse 10a (Fachwerkbau von 1673, Sitz des Anhaltischen Kunstvereins): am 7. März 1945 zerstört, Ruine beseitigt
- Muldstraße 24 (Lustgärtnerwohnung, Stallmeistergebäude): durch Luftangriff zerstört, Ruine abgetragen
- Poststraße 11–12 (1792/93): am 7. März 1945 ausgebrannt, Ruine beseitigt
- Schlossstraße 1,2,3,8,9,19: am 7. März 1945 ausgebrannt/zerstört, Ruinen beseitigt
- Steinstraße 1,65,66,67,68: am 7. März 1945 zerstört, abgetragen
- Wallstraße 10 und 15: durch Luftangriff bis auf Umfassungsmauern zerstört, Ruinen beseitigt
- Zerbster Straße 22 (Haus Oranien): 7. März 1945 zerstört, Ruine abgetragen
- Zerbster Straße 24 (am ehemaligen Kleinen Markt: Gasthof schwarzer Bär): durch Luftangriff zerstört, Ruine abgetragen
- Zerbster Straße 28 (Goldener Löwe): 7. März 1945 zerstört, Ruine abgetragen
- Zerbster Straße 29: am 7. März 1945 zerstört, bis 1952 wiederaufgebaut
- Zerbster Straße 34: am 7. März 1945 zerstört, Ruine beseitigt
- Zerbster Straße 38–39 (Pfarrhaus der Marienkirche): am 7. März 1945 zerstört, Ruine beseitigt
- Zerbster Straße 40: am 7. März 1945 zerstört, Ruine abgetragen
- Zerbster Straße 41 und 42 (an Westseite des Schlossplatzes): am 7. März 1945 zerstört, Ruinen abgerissen
- Zerbster Straße 52: am 7. März 1945 ausgebrannt, 1961–1962 wiederaufgebaut, als Stadtbibliothek
- Zerbster Straße 60: am 7. März 1945 zerstört, Ruine beseitigt, Hofgebäude erhalten
- Zerbster Straße 65: am 7. März 1945 zerstört, Ruine beseitigt
- Zerbster Straße 69 (Palais Branconi, Gaststätte Kristallpalast): am 7. März 1945 bis auf Umfassungsmauern ausgebrannt

## Menschenverluste
Mindestens 1.136 Menschen verloren ihr Leben als Folge der Luftangriffe; 618 waren weiblich, 165 Kinder, 113 Ausländer und 13 Wehrmachtsangehörige. Die wirklichen Zahlen der Todesopfer „könnten höher liegen, da am 7. März 1945 nur die standesamtlich erfassten Todesfälle berücksichtigt werden konnten“.

## Begräbnis- und Gedenkstätten in Dessau
- Am 10. Dezember 1950 wurde vor der Ruine der Johanniskirche ein Mahnmal errichtet, auf dem die Namen aller registrierten Bombenopfer verzeichnet waren. Es blieb nur bis zum Wiederaufbau der Johanniskirche 1955 bestehen.
- 1985 wurde auf dem Ehrenfriedhof gegenüber dem Friedhof III eine Stele zur Erinnerung an den Bombenangriff vom 7. März 1945 eingeweiht, mit der Inschrift: „Memento 7. März 1945“. Die Stele steht auf einem sehr großen Areal mit den Gräberfeldern der Dessauer Bombenopfer. Jeder einzelne registrierte Tote hat einen Bodenstein mit seinem Namen (ohne Geburts- und Todesdatum). Teilweise sind die Oberflächen verwittert und bemoost, kaum noch zu entziffern.
- Seit 3. Juni 1994 mahnt ein Gedenkstein auf dem Ehrenfriedhof: „Den Toten des II. Weltkrieges: 1939. 1940. 1941. 1942. 1943. 1944. 1945“. Auf dem Ehrenfriedhof existieren Gräber und Gedenksteine für Gefallene des 1. und 2. Weltkrieges. Teilweise sind auf den Grabkreuzen die Namen und Daten durch Abmeißeln unkenntlich gemacht, entfernte Grabsteine aus dem 1. Weltkrieg durch schlichte kleine ersetzt. Auf dem Ehrenfriedhof existiert ein großes Denkmal aus den 1920er Jahren für die im 1. Weltkrieg gefallenen Dessauer, mit ihren Namen.

## Bilder

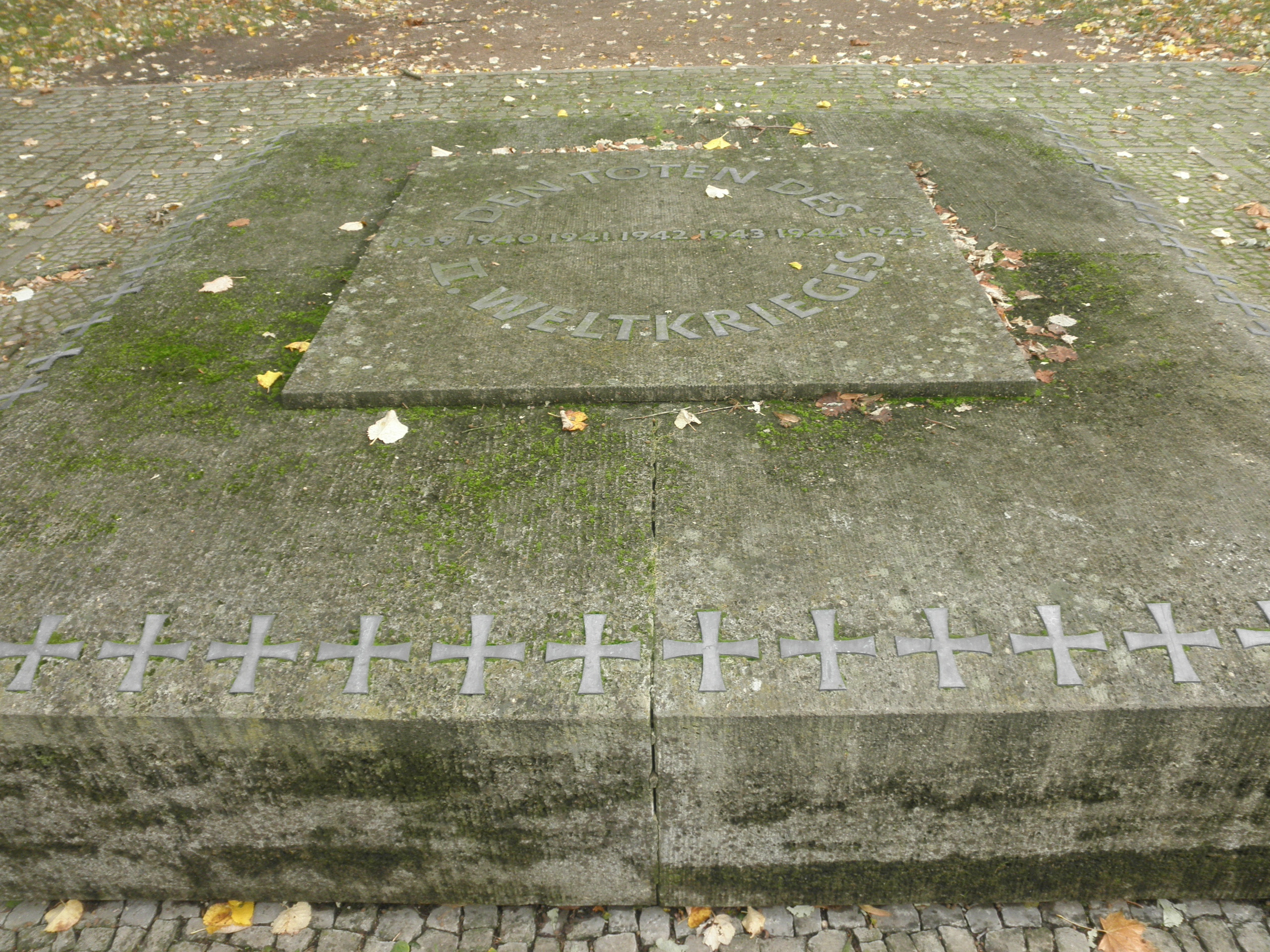
Denkmal für Tote des II. Weltkriegs auf dem Ehrenfriedhof in Dessau
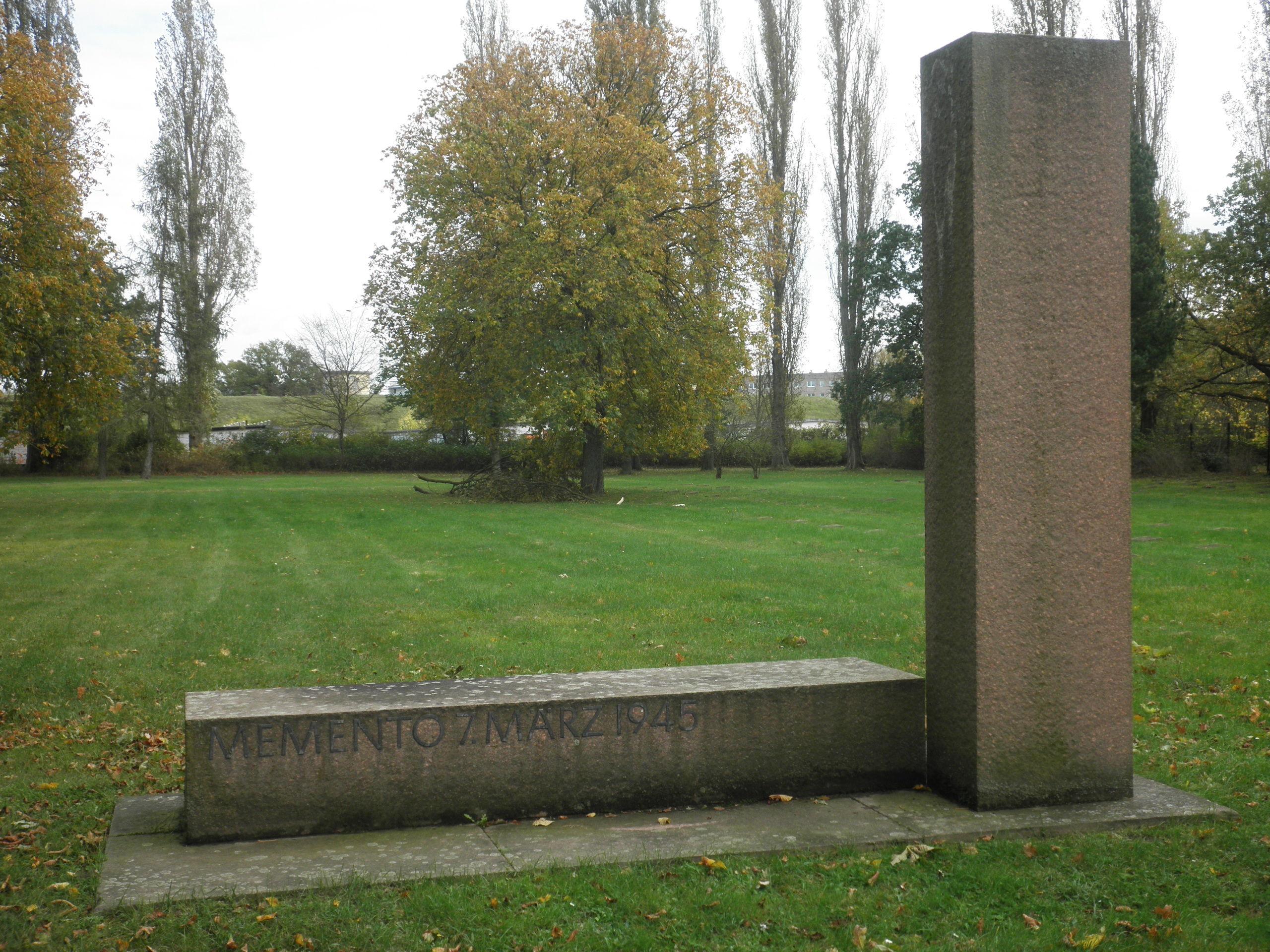
Stele auf dem Ehrenfriedhof zur Erinnerung an den nächtlichen Bombenangriff der RAF am 7. März 1945
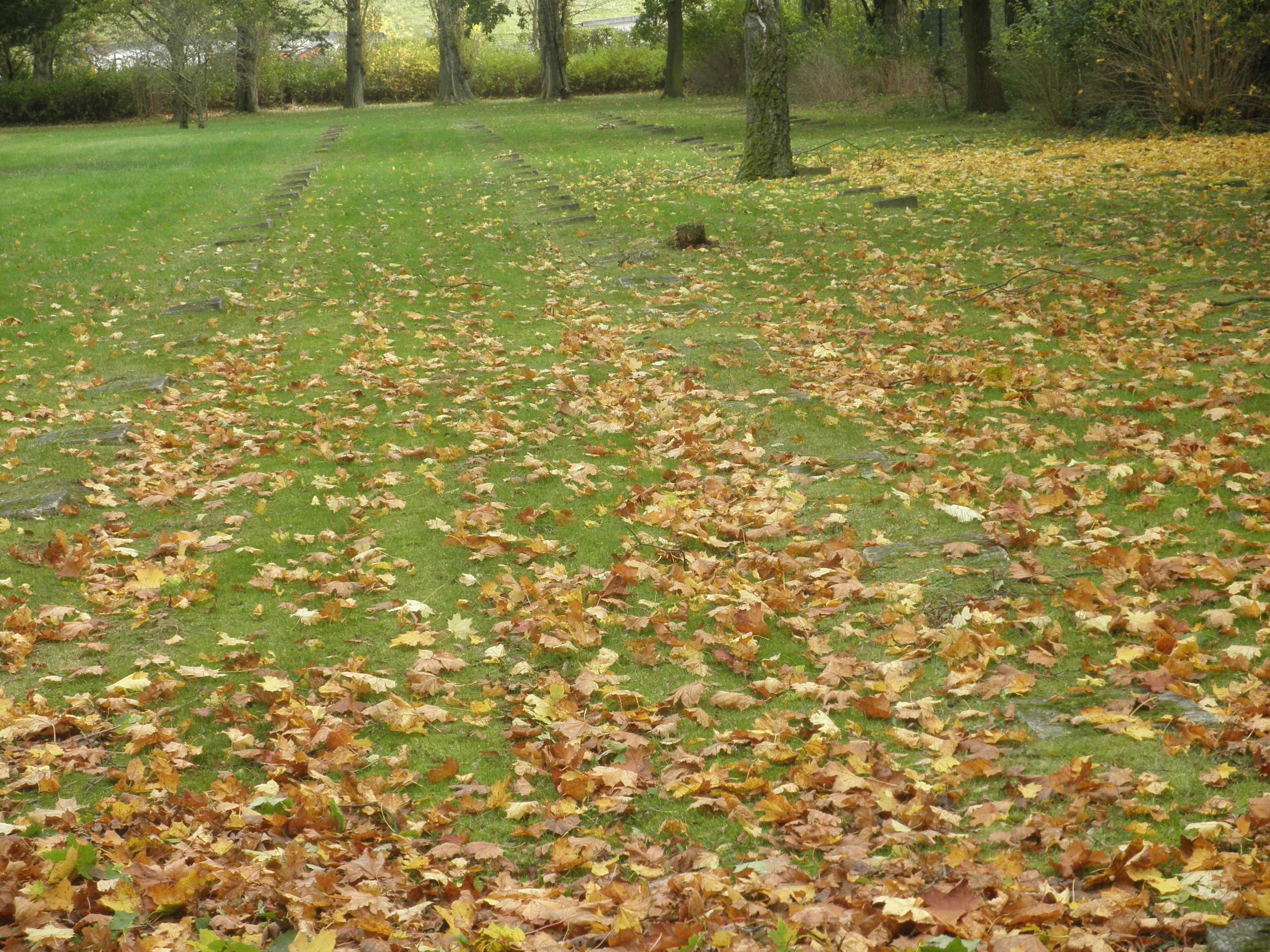
Gräberfeld der Bombenopfer vom 7. März 1945 auf dem Ehrenfriedhof in Dessau
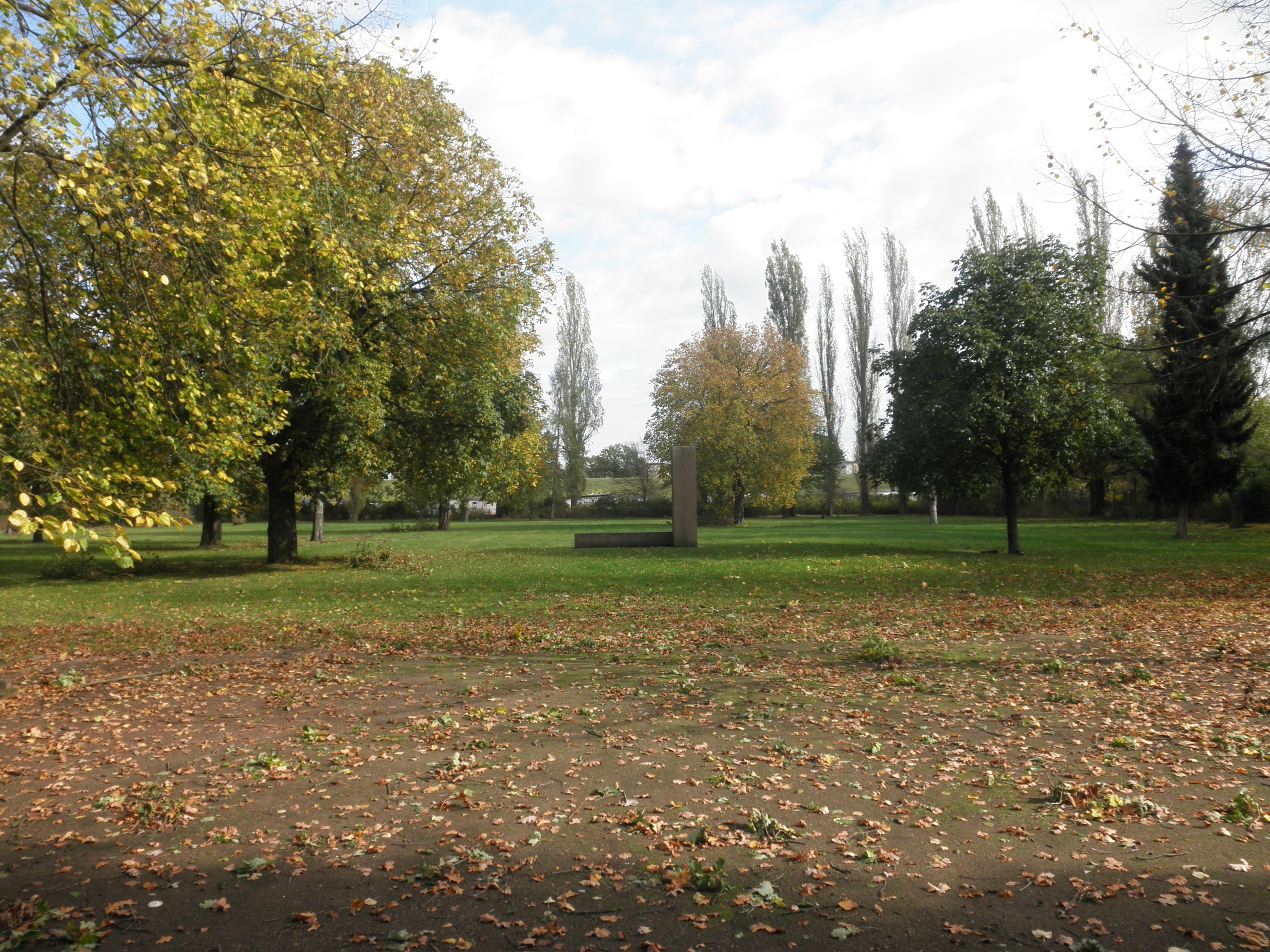
Gräberfeld der Bombenopfer auf dem Ehrenfriedhof
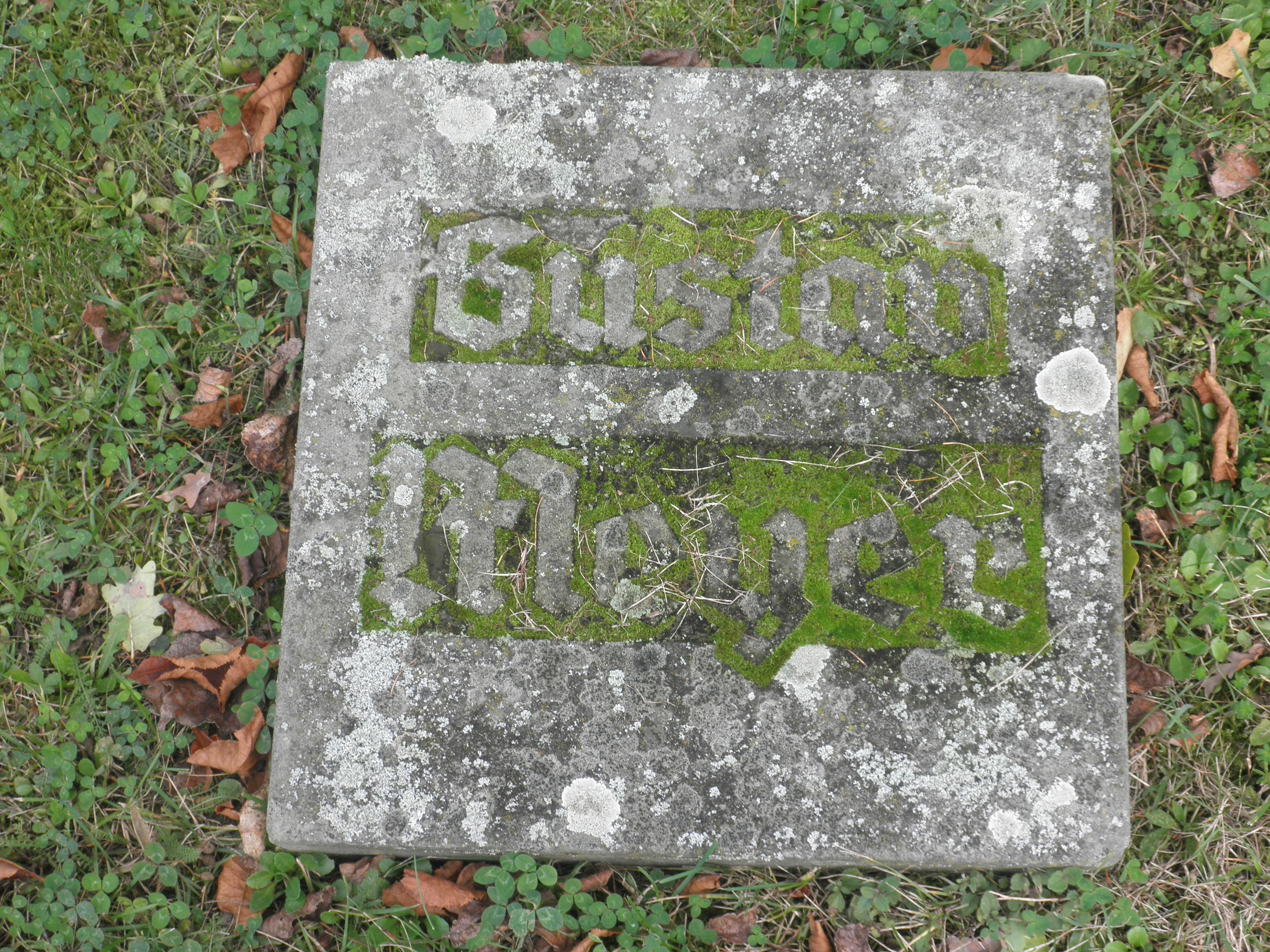
Grabstein für eines der Bombenopfer vom 7. März 1945
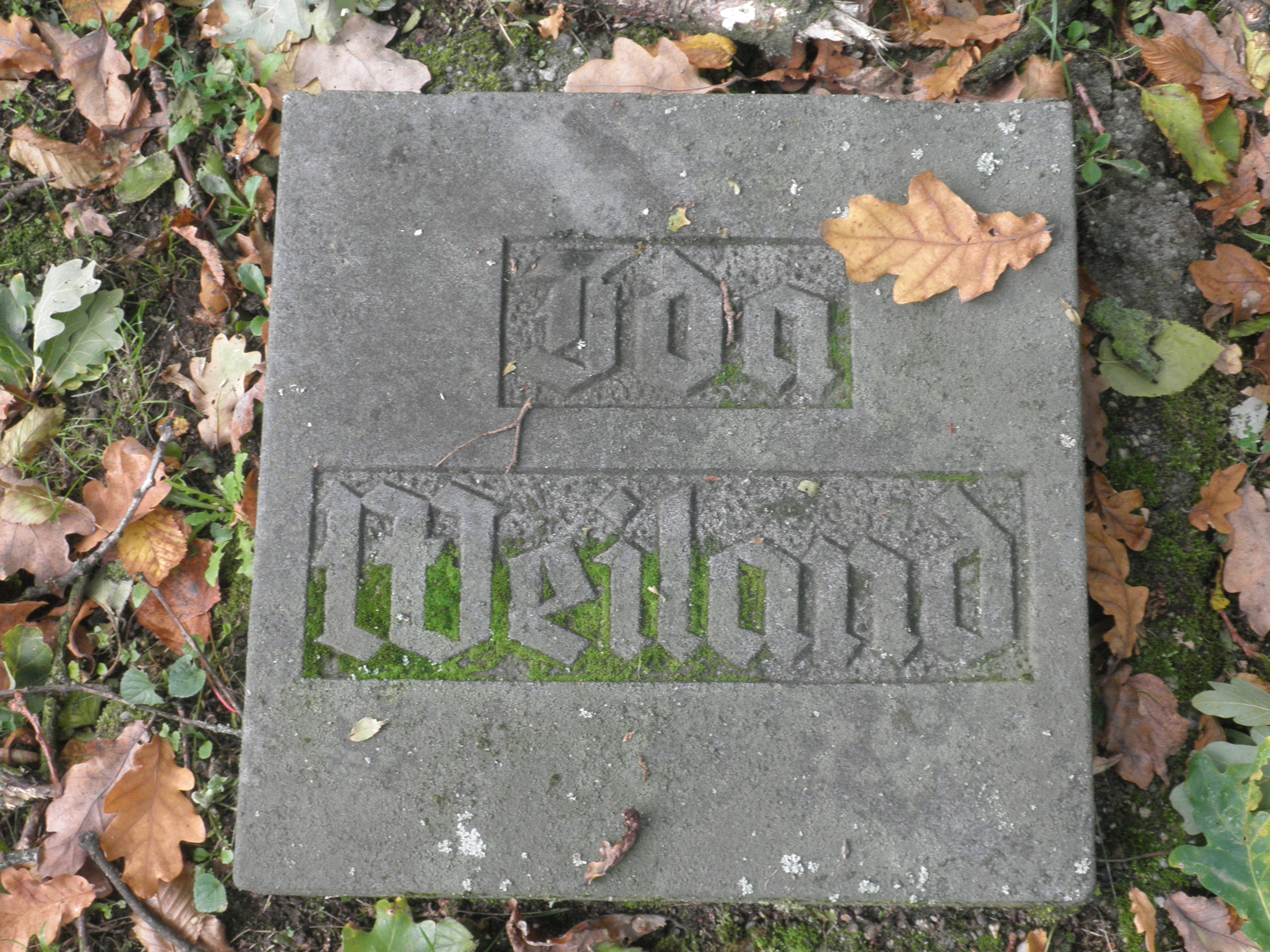
Grabstein für eines der Bombenopfer vom 7. März 1945